# General Packet Radio Service
GPRS, General Packet Radio Services, är en plattform för mobila datanätverkstjänster i GSM- och 3G-nätverk. GPRS innebär att man kan överföra data till mobiltelefoner (och andra handhållna apparater) vid hastigheter mellan 30 och 100 kilobit/sekund och att telefonen kan vara ständigt uppkopplad mot Internet. Eftersom informationen skickas i ”paket” när den behövs, precis som på Internet, behöver man inte hålla en linje öppen. Man kan istället vara uppkopplad hela tiden och betala för överförd datamängd, det vill säga för det antal datapaket som sänts. GPRS beskrivs ibland som ”2,5G”, ett mellanting mellan andra och tredje generationens mobiltelefoni.
I motsats till ursprunglig GSM (och även NMT) är GPRS helt paketorienterat, det vill säga att det kompletterar den äldre kretskopplade infrastrukturen där man har en fast uppkoppling mellan stationerna så ingår istället information om sändare och mottagare i paketen, det vill säga på samma sätt som i traditionell datakommunikation. Det som gör att GPRS är effektivare än "vanlig GSM" är att GPRS tillåter att en och samma användare utnyttjar fler tidluckor i TDMA som är den radiolänk som används.
I vanlig GSM eller rättare sagt TDMA så har varje användare en tidlucka i, enkelt uttryckt ett roterande tåg av tidluckor. På detta sätt har varje användare sin plats i tåget och får inte plats igen förrän tåget roterat ett varv och platsen kommit tillbaka. Detta system bygger på att systemet håller reda på mellan vilka stationer/abonnenter en viss tidlucka ska. I GPRS däremot finns informationen inbyggd i varje paket, vilket gör att en uppkoppling kan utnyttja mer än en tidlucka "per varv", givetvis med förlust av den extra information som skickas.
Genom detta blir GPRS och CDMA sämre på att hantera multimedia än TDMA. Datamängden kan givetvis bli mycket större, men ljud och bild har ett större behov av att ha ett konstant flöde, vilket som tur är till stor del uppvägs av den ökade datamängden/bandbredden.
Detta sätt att utnyttja resurserna är också det som ligger till grund för CDMA som kan betraktas som en efterträdare till TDMA. På så sätt kan man se GPRS som ett sätt att använda CDMA-teknik i ett TDMA-nät.
GPRS använder fyra kodningstekniker som innebär 4 olika hastigheter per tidlucka[källa behövs].
| kodning | hastighet [kb/s] [källa behövs] |
| ------- | ------------------------------- |
| CS1     | 8,0                             |
| CS2     | 12,0                            |
| CS3     | 14,4                            |
| CS4     | 20,0                            |

GPRS infördes i större utsträckning i Sverige under 2002, efter att ha funnits sedan december 2000 (hos bland annat Telia).